# 詹姆士·谢
詹姆士·谢（英語：James Sie，1962年12月18日—），美籍华裔演员、配音员、作家。他参与了《成龙历险记》的配音工作，是成龙和几个其他配角的配音员。此外他还接替成龙声演了《功夫熊猫：盖世传奇》中金猴大师一角。